# Capella de Nossa Senhora do Baluarte
La capella de Nossa Senhora do Baluarte és una petita capella situada en la localitat de Illa de Moçambic, a l'illa del mateix nom, província de Nampula, Moçambic, en l'exterior de la fortalesa de São Sebastião, als peus de la seva baluard nord. Forma part del conjunt monumental de la ciutat que està declarat Patrimoni de la Humanitat per la UNESCO des de 1991.

## Història
Va ser construïda en 1522 per la tripulació de l'armada de Pedro de Castro que va fer allí una escala camí de l'Índia, la mateixa que va atacar l'establiment suahili de Querimba, on van ser rebutjats.
La capella és d'estil manuelí, coberta per una volta imperfecta, hagut de possiblement a la inexperiència dels arquitectes. En la seva construcció van ser utilitzats pedreria i elements decoratius portats de la metròpoli, segurament destinats a l'Índia.
Va ser construïda sobre una bateria de artilleria en un costat de la fortalesa de São Sebastião. Posteriorment, durant el segle xvii, li va ser afegit un atri en l'entrada de la mateixa manera que les esglésies portugueses de l'Índia.
Es tracta de l'única mostra d'arquitectura d'estil manuelí en Moçambic i és considerada com l'edificació colonial més antiga de tota la costa del Índic. Va ser restaurada en 1996 amb fons de la Comissió Nacional per als Descobriments de Portugal.

## Galeria d'imatges

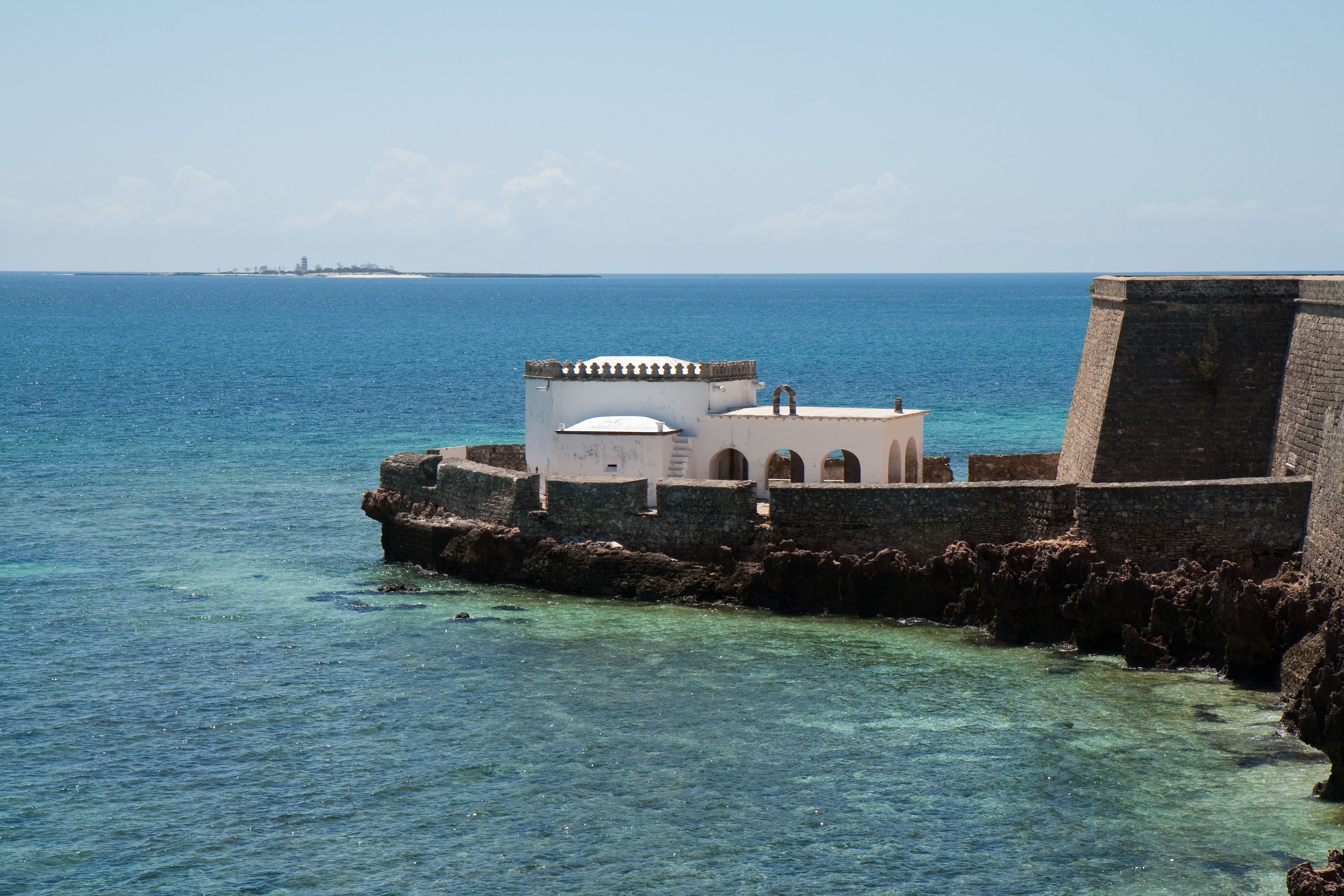
Capella vista des de la Fortalesa de São Sebastião.
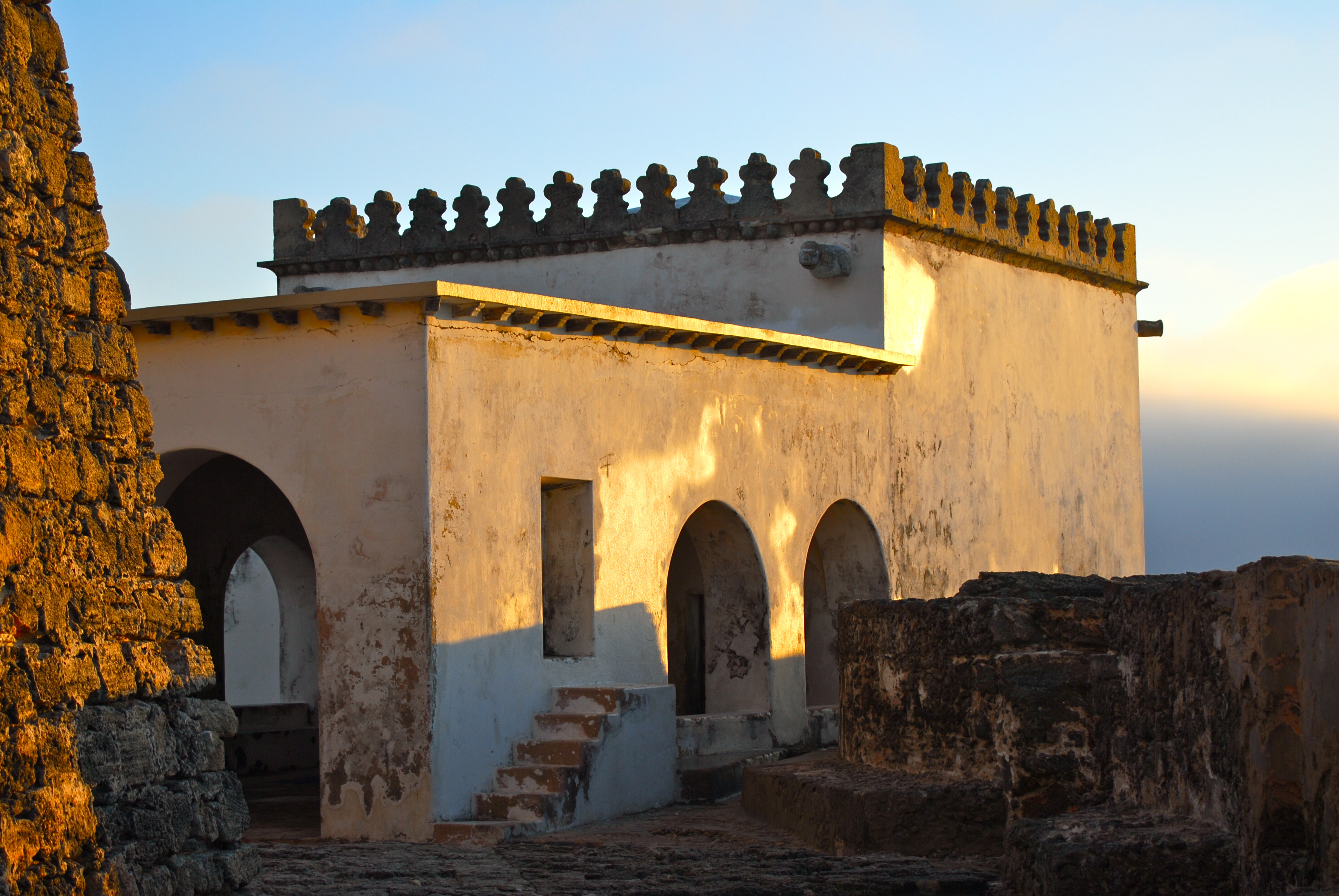
Vista de la capella.
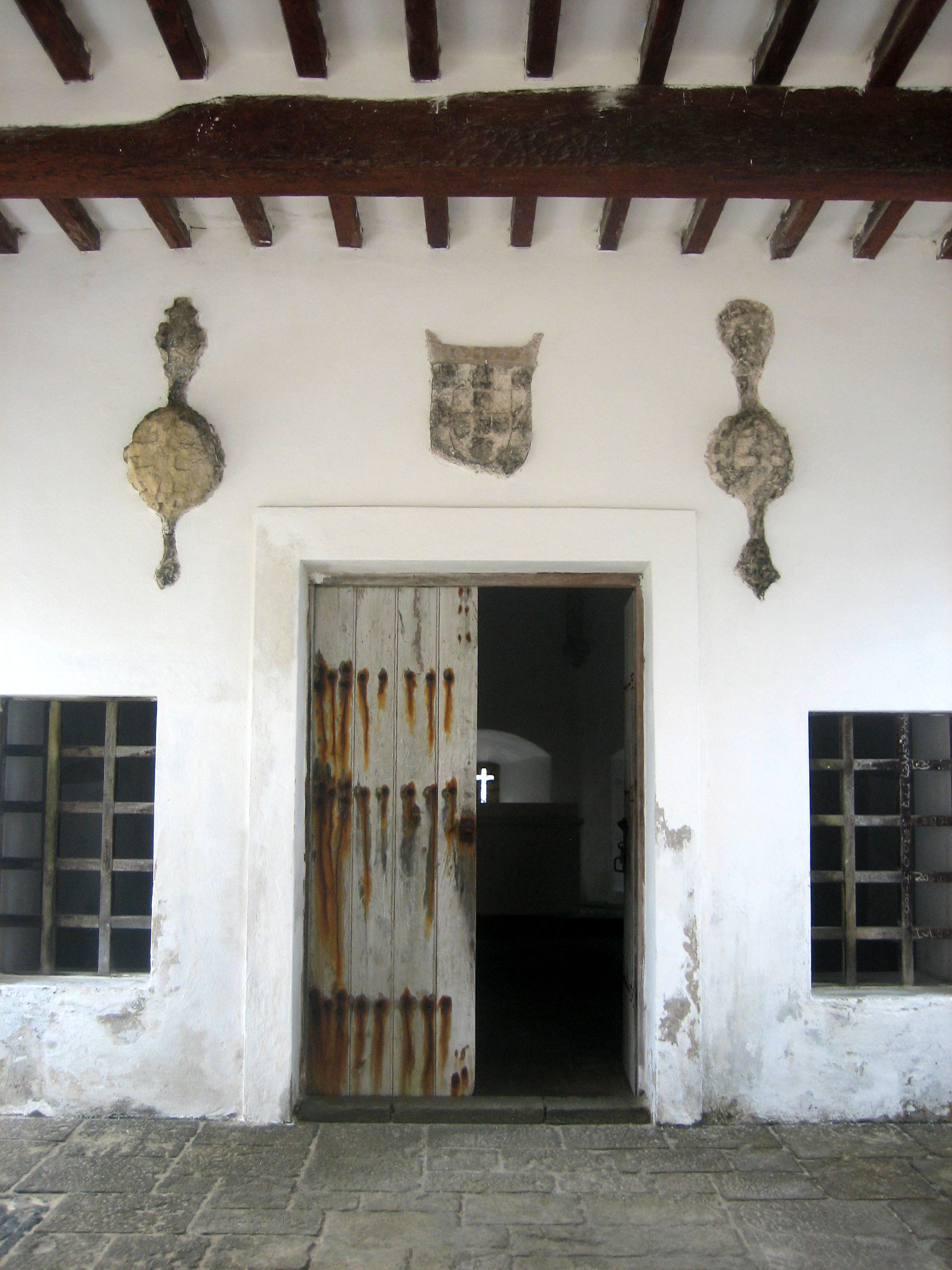
Atri d'entrada.
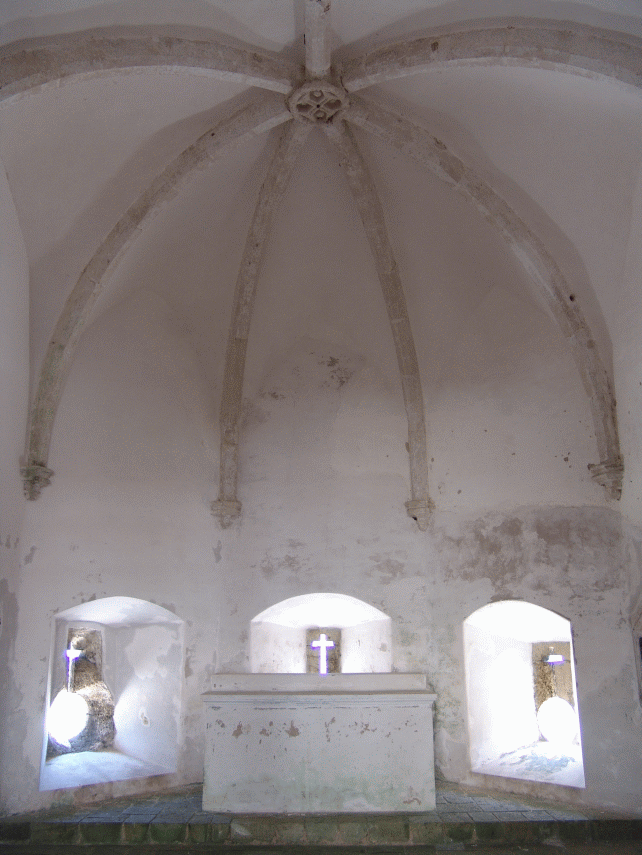
Volta de l'absis.
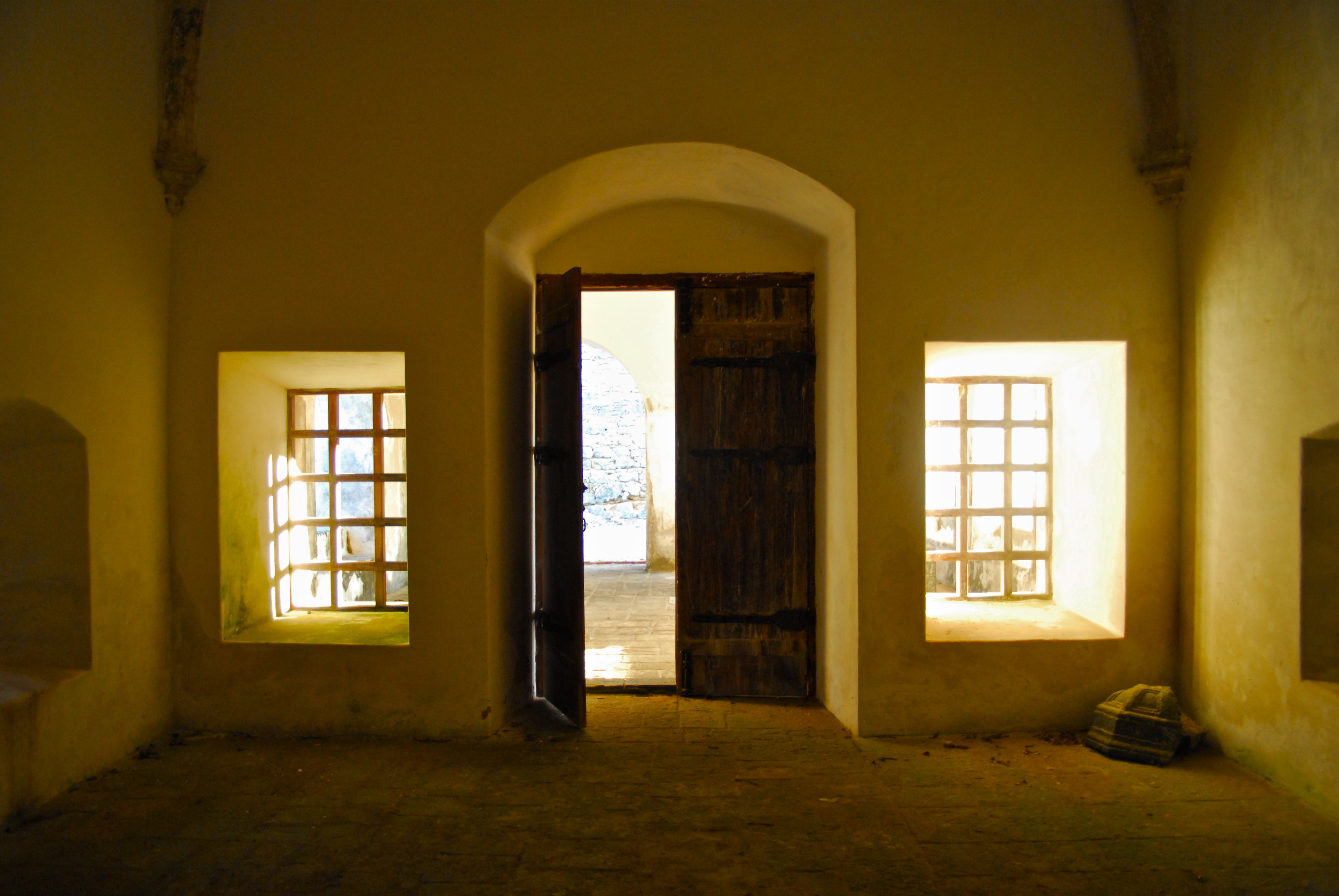
Interior.
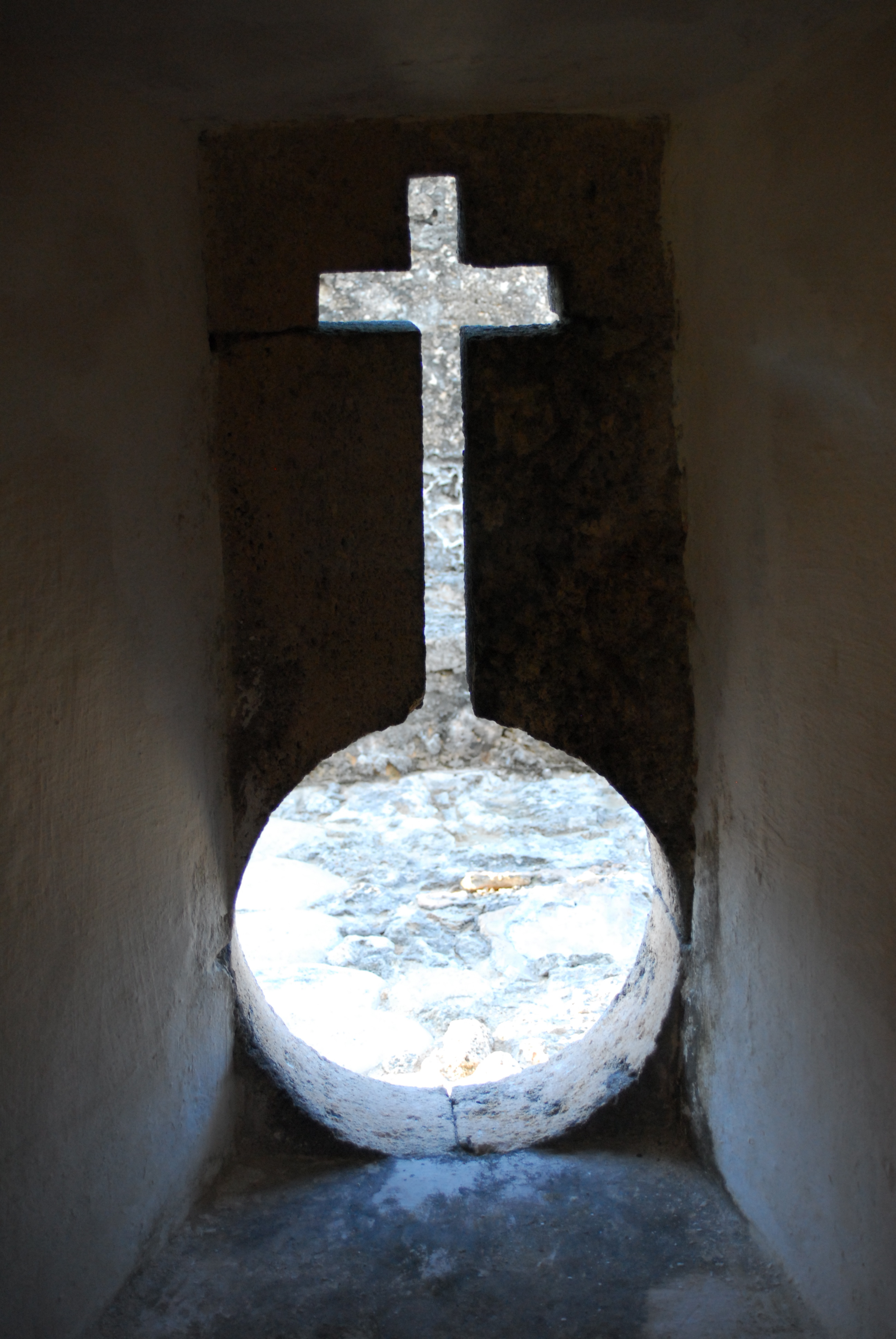
Tronera.